# Essertines-sur-Rolle
Pour les articles homonymes, voir Essertines.
Essertines-sur-Rolle est une commune suisse du canton de Vaud, située dans le district de Nyon.

## Toponymie
Essertines (Sèrteûnè en patois vaudois) est dérivé du français et franco-provençal essart, essert, « terre défichée » (du bas-latin exsartum, « défichement, lieu défriché »). Le suffixe latin -inas exprime la petitesse. La forme composée Essertines-sur-Rolle est tardive, et sert à distinguer les différentes localités qui portent le même nom.
Premières mentions : 
1000 env. in villa Essertines ;
1141 env. Ersertines ;
1180 Essertines ;
1228 Essertines.

## Armoiries
D'or à trois anneaux entrelacés de sable, au chef de sinople chargés d'un flanchis d'or.
En 1925, la commune a adopté des armoiries dont les trois anneaux entrelacés symbolisent l'union d'Essertines, Châtel et Bugnaux. Le flanchis (terme héraldique désignant une croix de saint André) perpétue le souvenir du saint patron de l'église.

## Population

### Gentilé et surnom
Les habitants de la commune se nomment les Essertinois, (ou les Serteuillus ; fém. : Sertenières). Ils sont surnommés les Croque-Lendines, (lè Croqua-Leindine en patois vaudois, soit peut-être ceux qui mangent les poux).
Les habitants de la localité de Bugnaux se nomment les Bugnaulans.

### Démographie
La commune compte 337 habitants en 1764, 434 en 1798, 564 en 1850, 453 en 1900, 402 en 1950, 296 en 1980 et 496 en 2000.

## Monuments

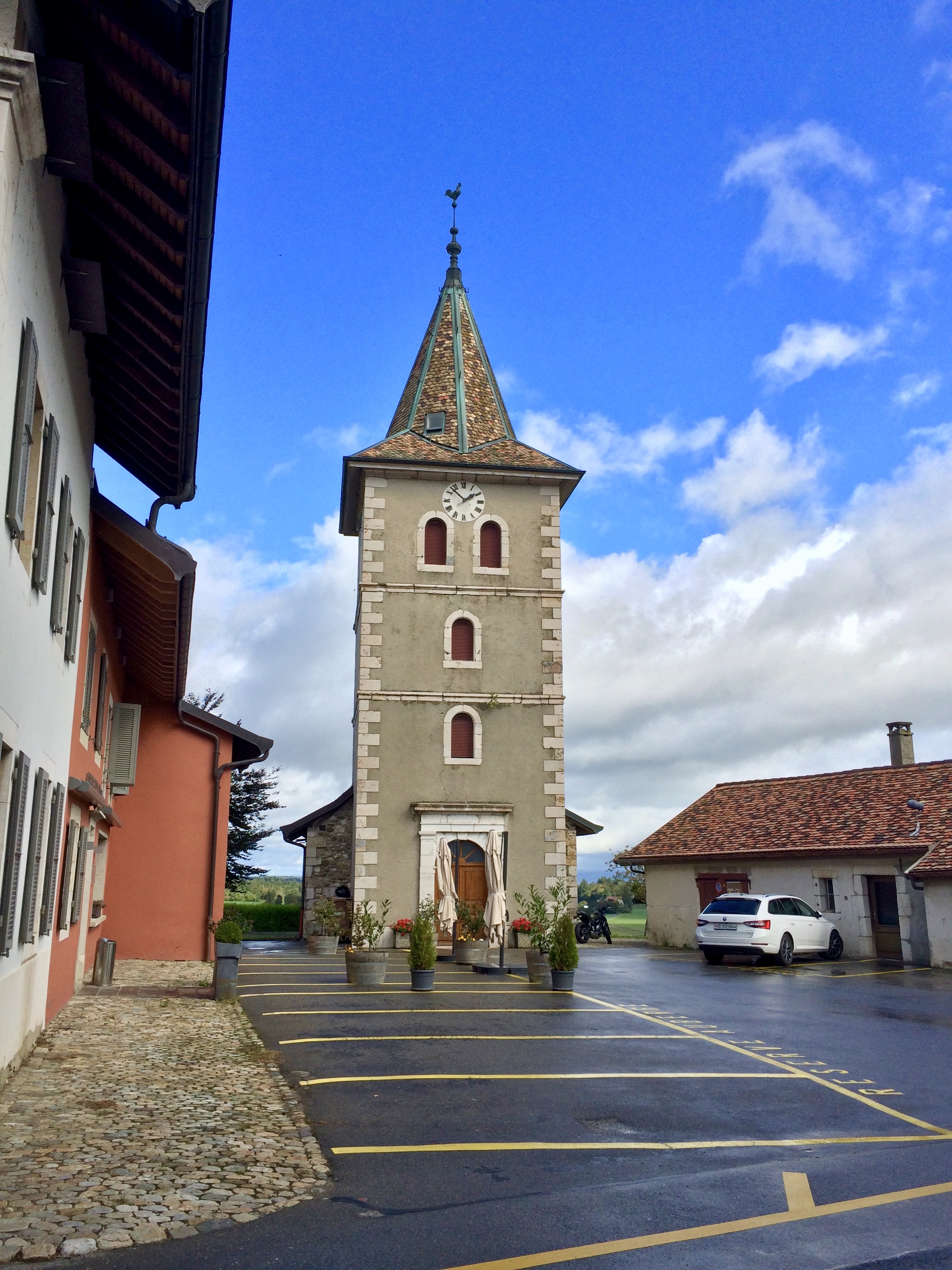
Le temple.

Église Saint-André, puis temple. Une église carolingienne (VIIe – IXe siècles) a été trouvée en fouilles. Au XIIe siècle, ce lieu de culte est disputé entre l'abbaye d'Ainay (Lyon) et le prieuré Saint-Jean à Genève. Ce dernier l'emporte et conserve le patronage de l'église. Subsiste un chœur médiéval, ajouré de fenêtres vers 1412 et 1518. Reconstruction partielle de la nef en 1689 et 1692. L'ancien clocher à arcades est remplacé en 1809. Classée monument historique en 1955.
Château de Mont-le-Vieux. La première mention du château (ne pas confondre avec Mont-le-Grand, qui fut à la famille des Monts), alors aux mains des seigneurs de Cossonay-Prangins, remonte à 1179. En été 1293, Amédée de Savoie confisque cette place forte qui, avec Nyon, Prangins et Bioley, tombe ans l'apanage de son frère, Louis de Savoie (v. 1250-1302), seigneur de Vaud. En 1306, son fils, Louis II (v. 1290-1349) crée une métralie de Mont héréditaire, à l'origine de la famille de Mestral. La fille de Louis II, Catherine († 1388) et son troisième mari Guillaume de Namur l'inféodent le 19 juin 1359 à Guillaume de La Baume († 1360), seigneur de l'Abergement — et d'Aubonne, Commugny et Coppet par sa femme Constance Alaman. On trouve après Guillaume sa sœur Luque/Lucie de La Baume, femme d'Amédée Ier de Viry. Leurs descendants, les Viry, continuent jusqu'à Amédée III († 1484 ; acquéreur de Rolle en 1455 et de Coppet en 1484) et son petit-fils Michel de Viry († av. 1544). Mont-le-Vieux suit alors le destin féodal de Rolle, formant avec elle une baronnie depuis novembre 1484. 
Le château, incendié en 1475, n'est pas restauré et la ruine sert désormais de carrière. La seigneurie, en revanche, passe en 1528 au duc Charles de Savoie, qui l'achète à Michel de Viry, et à Nicolas de Diesbach, évêque coadjuteur de Bâle. Vente en 1530 à Jean-Amédée de Beaufort-Salagine, aussi acquéreur de Coppet dans les années 1540 et de la baronnie de Mont-le-Grand en 1554. Endetté, il cède ses biens à son ami et garant Michel, comte de Gruyère et baron d'Aubonne, qui ruiné doit vite abandonner toutes ses seigneuries. Enfin Jean (Hans) Steiger († 1582), riche notable bernois, trésorier puis avoyer de Berne, acquiert en juillet 1558 la baronnie de Rolle et Mont-le-Vieux, ; il obtient aussi la baronnie de Mont-le-Grand en 1553 puis en 1554/1555. La famille Steiger garde ces baronnies jusqu'à la Révolution vaudoise de 1798.
Le territoire communal comprend également plusieurs maisons de maîtres et domaines viticoles, comme la maison de Favières à Bugnaux, ou encore La Romma, Beauregard, Châtaigneréaz, Les Cordelières, ou Roussillon.

## Galerie

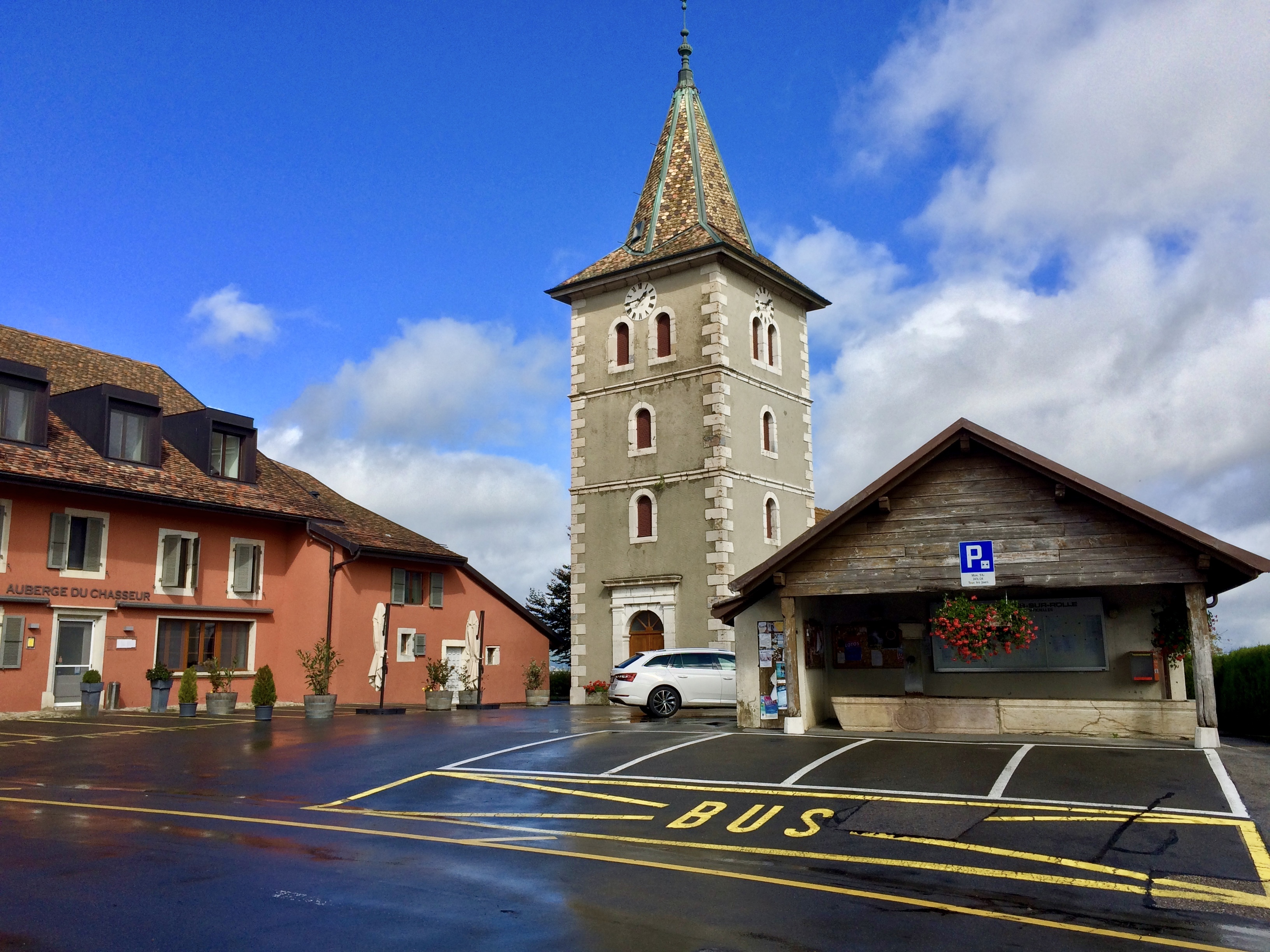
La place du village.
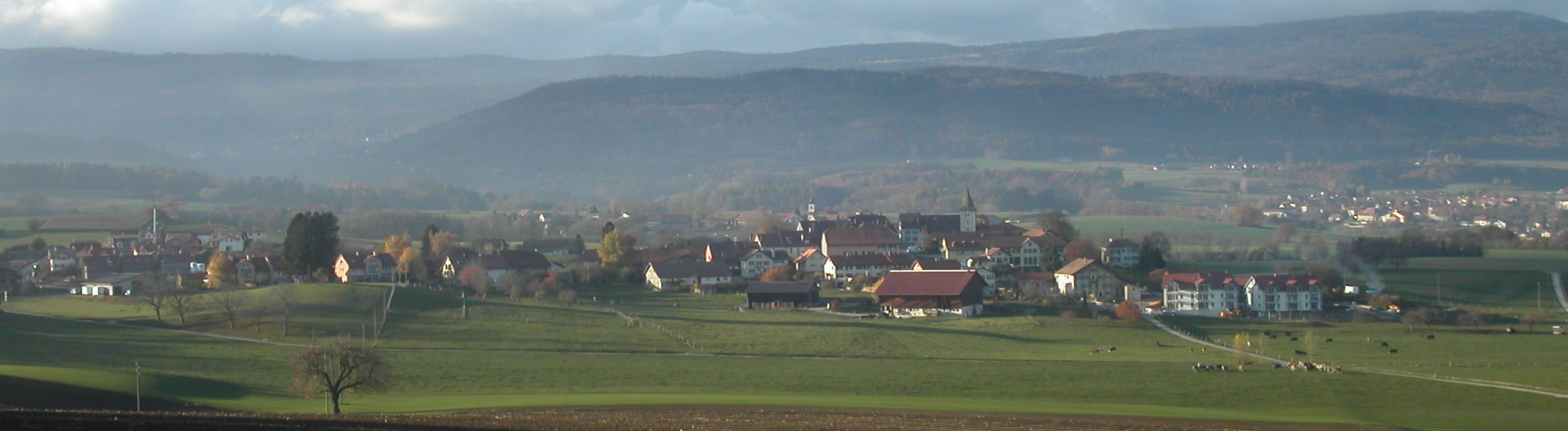
Le village et le massif du Jura en arrière-plan.
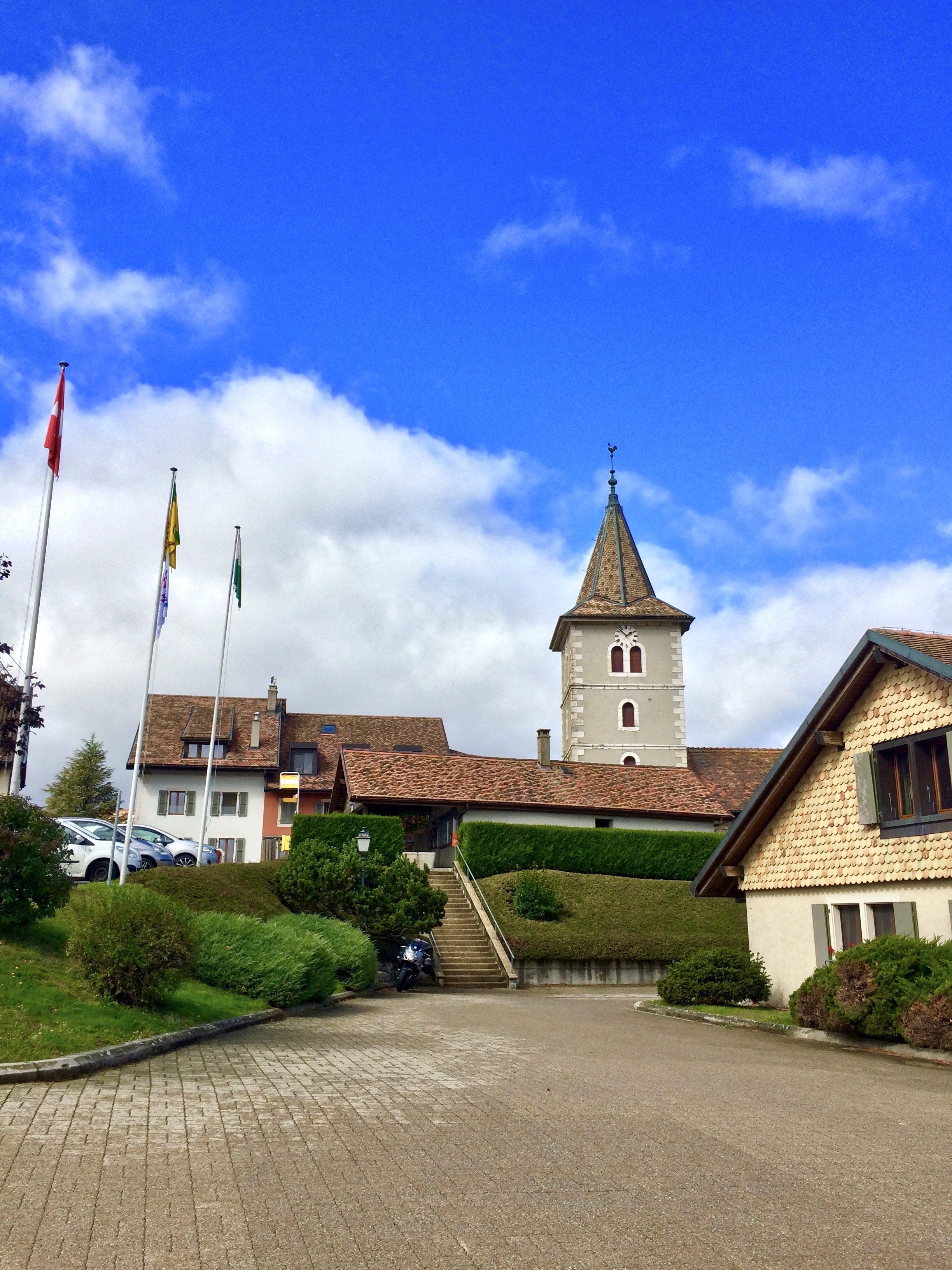
Le temple et l'école primaire.